# Mirannes
Mirannes település Franciaországban, Gers megyében. Lakosainak száma 64 fő (2022. január 1.). Mirannes Barran, Le Brouilh-Monbert, L’Isle-de-Noé, Montesquiou, Riguepeu és Saint-Arailles községekkel határos.

## Népesség
A település népességének változása:
| Lakosok száma | 102  | 72   | 70   | 69   | 71   | 69   | 66   | 61   | 59   | 64   |
|               | 1968 | 1982 | 1990 | 2006 | 2013 | 2015 | 2017 | 2019 | 2020 | 2022 |